# Mycosphaerella suberosa
Mycosphaerella suberosa är en svampart som beskrevs av Crous, F.A. Ferreira, Alfenas & M.J. Wingf. 1993. Mycosphaerella suberosa ingår i släktet Mycosphaerella och familjen Mycosphaerellaceae.   Inga underarter finns listade i Catalogue of Life.